# Kate Smith-Miles
Pour les articles homonymes, voir Smith et Miles.
Kate Amanda Smith-Miles est une mathématicienne appliquée australienne, connue pour ses recherches sur les réseaux de neurones artificiels et l'optimisation combinatoire. Elle est professeure de mathématiques appliquées à l'Université de Melbourne et présidente de la Société mathématique australienne.

## Éducation et carrière
Smith-Miles a obtenu une licence en mathématiques à l'Université de Melbourne. Là, elle a effectué des recherches avec honneur sur la théorie du chaos sous le mentorat de Colin J. Thompson et a initialement prévu de poursuivre des études supérieures en mathématiques, mais a plutôt obtenu son doctorat en génie électrique à Melbourne, en collaboration avec Marimuthu Palaniswami (en) et avec Mohan Krishnamoorthy au Commonwealth Scientific and Industrial Research Organisation (CSIRO). Sa thèse est intitulée « The Destruction of KAM Tori in Chaotic Dynamical Systems ».
Elle a travaillé comme professeure d'informatique à la School of Business Systems de l'Université Monash de 1996 à 2006, en tant que professeure d'informatique et directrice de l'école d'ingénierie à l'Université Deakin de 2006 à 2009, et en tant que professeure de mathématiques appliquées à Monash University de 2009 à 2017 et directrice de l'école des sciences mathématiques de Monash de 2009 à 2014. En 2017, elle a pris son poste actuel à Melbourne.

## Travaux
Outre ses intérêts pour les systèmes dynamiques chaotiques, notamment avec ses recherches sur les réseaux neuronaux chaotiques, elle s'intéresse aussi à d'autres types de réseaux neuronaux modèles de réseaux neuronaux qui étaient utilisés pour des  problèmes commerciaux comme la bourse prédictions boursières. Ces méthodes apprennent des modèles dans les données par expérience, comme le font les humains, par des algorithmes mathématiques qui adaptent, au fil du temps, la structure du réseau pour minimiser les erreurs de performance. Une grande partie du travail industriel qu'elle a fait, et une grande partie des travaux interdisciplinaires, ont pour fil conducteur  l'apprentissage.
Ces dernières années, elle s'est concentrée sur l'application de l'idée d'apprentissage de modèles dans des ensembles de données à son domaine de recherche original, l'optimisation combinatoire. La capacité d'apprentissage est un ingrédient essentiel de l'« intelligence », c'est pourquoi ce domaine de recherche relativement nouveau est connu sous le nom d'« optimisation intelligente ». « Nous construisons des modèles mathématiques pour tirer des enseignements de l'expérience de la résolution de nombreuses instances différentes d'un problème d'optimisation, et d'un problème d'optimisation, et nous essayons de comprendre les propriétés des instances qui font que certains algorithmes excellent ou échouent. algorithmes excellent ou échouent. Cette connaissance peut ensuite être utilisée pour prédire les performances et éliminer la fastidieuse recherche par essais et erreurs du meilleur algorithme, et peut également contribuer au développement de nouveaux algorithmes mieux adaptés aux propriétés du problème ».

## Prix et distinctions
Smith-Miles est membre de l'Institute of Engineers Australia (élue en 2006) et de la Société mathématique australienne (élue en 2008) ; elle est présidente de la Société mathématique australienne. Elle est la lauréate 2010 de la Médaille de la Société mathématique australienne et la lauréate 2017 de la Médaille E.O. Tuck de l' ANZIAM (Mathématiques industrielles et appliquées d'Australie et de Nouvelle-Zélande). En 2014, l'Australian Research Council lui a décerné la Georgina Sweet Australian Laureate Fellowship (en),. 